# Federació Europea de Raquetbol
La Federació Europea de Raquetbol (ERF) és l'organisme esportiu que governa el raquetbol a Europa des de l'any 1985 i està integrat dins la Federació Internacional de Raquetbol.
Els seus objectius són promoure la pràctica d'aquest esport i facilitar les relacions entre les federacions dels països membres.
A data 2011 està presidida per Erik Meyer i té 13 federacions afiliades: Alemanya, Anglaterra, Bèlgica, Catalunya, Escòcia, França, Itàlia, Irlanda, Països Baixos, Polònia, Suècia, Suïssa i Turquia.
Cada dos anys organitza el Campionat d'Europa de seleccions, i anualment dona suport al Tour Europeu de Raquetbol.

## Presidents
| No. | Anys      | Nom          |
| --- | --------- | ------------ |
| 1   | 1985–1997 | Jürgen Denk  |
| 2   | 1997–2011 | Erik Meyer   |
| 3   | 2011–     | Mike Mesecke |

## Membres
| Membres de la Federació Europea de Raquetbol (ERF) |                                          |                                                                  |
|                                                    | Organisme                                | Lloc web                                                         |
| Alemanya                                           | Deutscher Racquetball Verband            | http://www.racquetball.de/                                       |
| Anglaterra                                         | English Racquetball Association          |                                                                  |
| Bèlgica                                            | Belgian Racquetball Federation           |                                                                  |
| Catalunya                                          | Federació Catalana d'Esquaix i Raquetbol | http://www.raquetbol.cat/ Arxivat 2010-10-03 a Wayback Machine.  |
| Escòcia                                            | Scotland Racquetball                     |                                                                  |
| França                                             | Fédération Française de Racquetball      |                                                                  |
| Itàlia                                             | Associazione Racquetball Italia          | http://www.racquetball.it/                                       |
| Irlanda                                            | Racquetball Association of Ireland       | http://www.racquetball-ireland.com/                              |
| Països Baixos                                      | Nederlandse Racquetball Associatie       | http://www.racquetball.nl/                                       |
| Polònia                                            |                                          |                                                                  |
| Suècia                                             | Swedish Racquetball Federation           | http://www.racquetball.se/ Arxivat 2009-04-13 a Wayback Machine. |
| Suïssa                                             |                                          |                                                                  |
| Turquia                                            |                                          |                                                                  |